# Damien Karras
Padre Damien Karras è un personaggio immaginario, co-protagonista dei romanzi L'esorcista del 1971 e Legion del 1983 (quest'ultimo uscito in Italia nel 1992 col titolo Gemini Killer), entrambi di William Peter Blatty, e dei due film da essi tratti, rispettivamente L'esorcista del 1973 e L'esorcista III del 1990. Lo ha impersonato Jason Miller che per l'interpretazione nel primo film ha ottenuto una candidatura all'Oscar come miglior attore non protagonista.
Karras è il sacerdote che viene contattato dall'attrice Chris MacNeil (l'altro, padre Merrin, sarà chiamato dal vescovo) per aiutare sua figlia Regan, posseduta dal demone Pazuzu. Karras, un uomo forte fisicamente ed ex pugile amatoriale, è però psicologicamente fragile: sta perdendo la fede e spesso si rifugia negli alcolici. Animato da un senso profondamente oblativo della missione apostolica, non si concede alcun lusso. Ha appena subito il trauma della perdita dell'anziana madre. Durante i tentativi di esorcismo il demone approfitterà della sua fragilità per farlo momentaneamente cedere. Ma al momento opportuno si riprenderà.

## Il personaggio

### L'incontro con Regan
Padre Damien Karras è un giovane prete gesuita e psichiatra che svolge il suo incarico presso l'Università di Georgetown a Washington. All'inizio de L'esorcista, viene sconvolto dalla perdita della madre anziana che viveva sola a New York e dal senso di colpa per non esserle stato abbastanza vicino, preso dai troppi impegni del proprio ministero. Quando la dodicenne Regan MacNeil viene posseduta dal misterioso e malefico demone Pazuzu, la madre della ragazzina, la celebre attrice Chris MacNeil, atea e diffidente nei confronti dei preti in genere, si rivolge proprio a lui, perché le ispira fiducia. Il sacerdote si reca quotidianamente a far visita alla bambina, sperando di riuscire a scoprire il male che la perseguita. Si rende conto che Regan peggiora sempre di più e che l'essere dentro di lei è sempre più forte. Ma anche il suo desiderio di aiutare quella ragazzina diventa sempre più forte, al punto di fargli dimenticare qualsiasi altro problema. Damien informa il vescovo locale, che chiede l'intervento di un esorcista, padre Lankester Merrin, insieme al quale il giovane gesuita inizia un tentativo di esorcismo sulla bambina. A un certo punto Regan parla con la voce della madre di Damien, cosa che lo fa cedere emotivamente, tanto che Merrin lo fa uscire dalla stanza. Al suo ritorno, Damien trova padre Merrin stroncato da un infarto. Infuriato, si avventa contro Regan e ordina al demone di uscire dal corpo di lei e prendere il suo: l'entità si impossessa di Damien, che però riesce a gettarsi dalla finestra, uccidendosi, prima di poter fare del male alla bambina. In quell'istante Regan ritorna perfettamente normale. Karras ha ottenuto il suo scopo, a prezzo della sua vita. A padre Dyer, l'amico accorso che lo ha assolto in punto di morte, sembra di aver notato nei suoi occhi un lampo di trionfo.

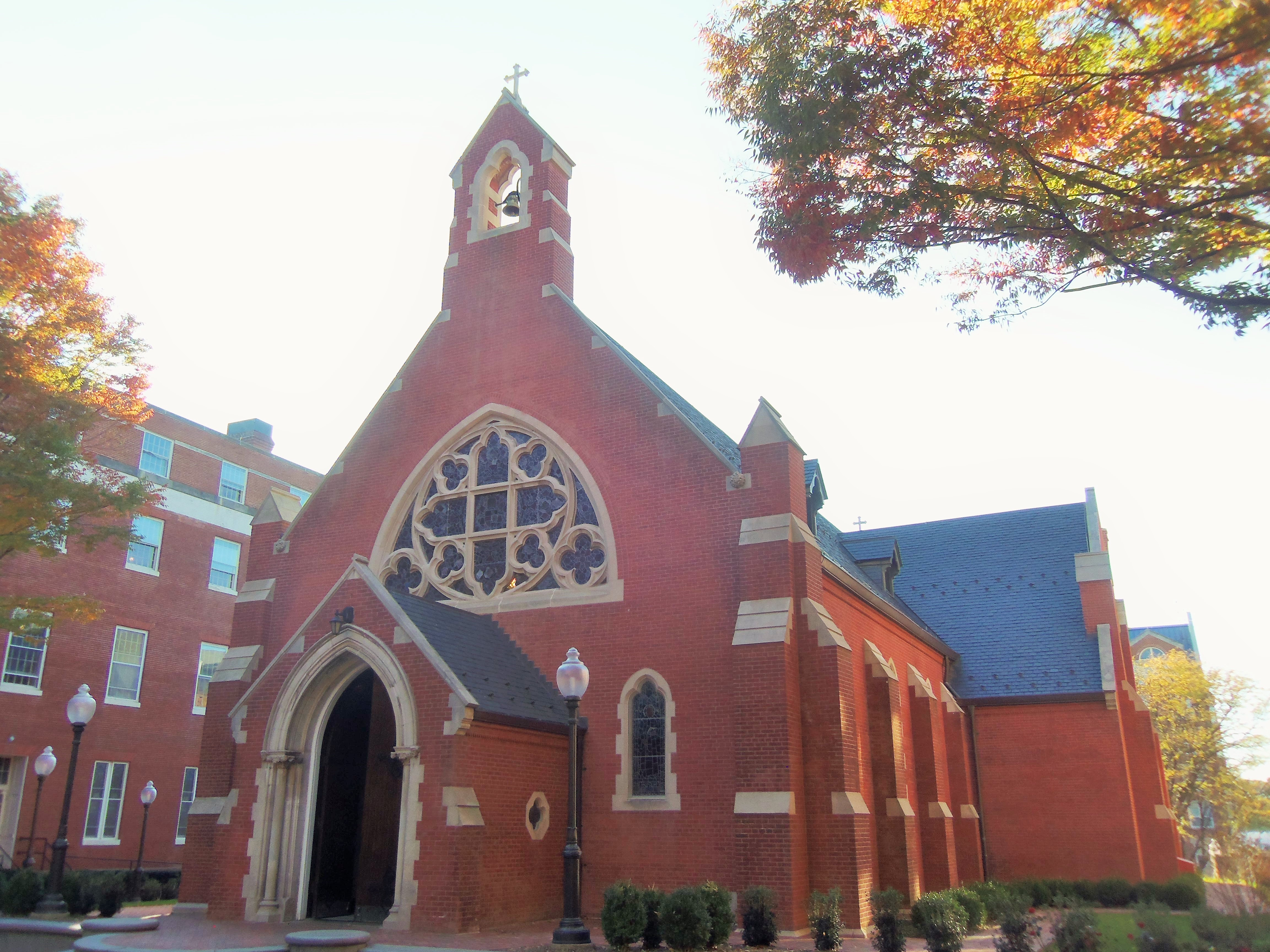
La Dahlgren Chapel dell'Università di Georgetown

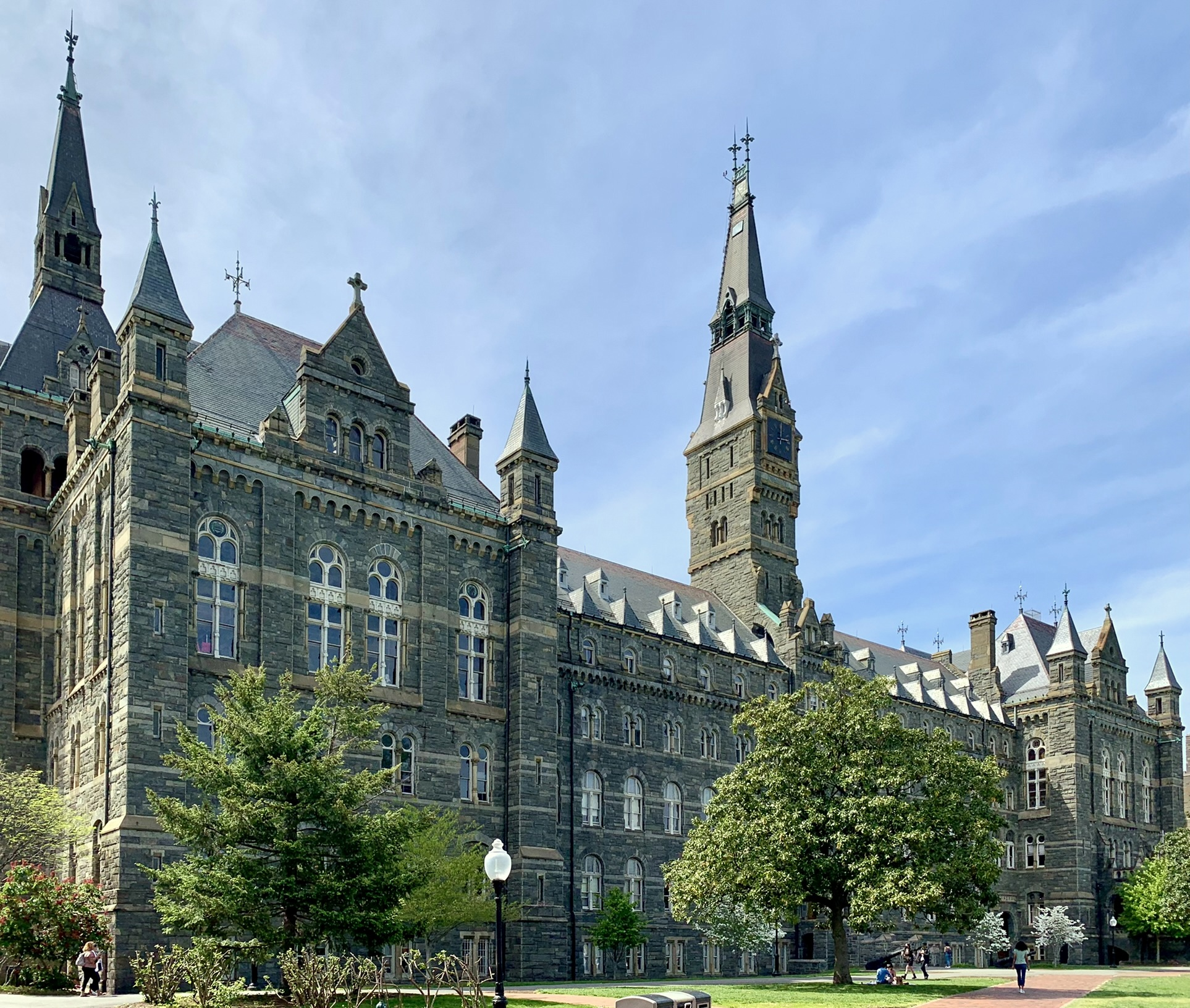
La Healy Hall presso l'Università di Georgetown

### Dopo la morte
Nello stesso giorno della morte di padre Damien Karras muore in uno scontro a fuoco con la polizia (nel film sulla sedia elettrica) il famoso serial killer James Vennamun, detto Gemini Killer. Un demone chiamato il Maestro fa in modo che l'anima di Gemini Killer entri nel corpo di padre Karras. Dopo quindici anni, Damien è ricoverato in un ospedale psichiatrico. Ogni sera, l'anima dell'assassino lascia il corpo di Karras e possiede i pazienti dell'ospedale per compiere i suoi diabolici omicidi. Gemini Killer convoca nella sua cella il tenente Kinderman, vecchio amico di Damien, per convincerlo della sua identità. Dopo aver convinto il tenente sulla sua vera identità, Gemini Killer/Padre Karras muore stroncato da un infarto. Nell'adattamento cinematografico, invece, Karras viene esorcizzato da padre Morning, che perisce nel tentativo. Ma un attimo prima di morire il prete urla: «Damien! Combatti!». Questo grido risveglia la personalità di Karras, quello vero, che a sua volta grida a Kinderman di sparargli, ora, subito, prima che il killer riprenda possesso del corpo. Allora il tenente spara e uccide sia Karras che Gemini Killer.

## Interpreti
Il personaggio di padre Damien Karras fu interpretato da Jason Miller nel film del 1973 L'esorcista e ne L'esorcista III del 1990. Jack Nicholson e Gene Hackman erano stati considerati per la parte, in principio assegnata a Stacy Keach, poi rimpiazzato da Miller, alla sua prima esperienza, per volere del regista Friedkin.
Nel film Scary Movie 2 del 2001, nello spezzone iniziale, viene riproposta una scena del film, naturalmente parodiata, quando la piccola Regan viene esorcizzata da padre Lankester Merrin e padre Karras; le parti dei due preti in Scary Movie 2 vengono interpretate rispettivamente da James Woods e da Andy Richter.
Nell'episodio The Exor-sister della serie animata statunitense Slippin' Jimmy il personaggio del sacerdote doppiato da Chi McBride si chiama Damien Karras.

## Interpretazioni
Un'interpretazione diffusa accosta il nome Damien al verbo greco δαμαω (damao) o δαμάζω (damàzho), che vuol dire "domare", "sottomettere", da cui anche Damaso, quindi "domatore".
Per Edoardo Nesi, scrittore e autore della prefazione all'edizione italiana de L'esorcista di William Peter Blatty, «i sensi di colpa di padre Karras sono i sensi di colpa di ognuno di noi per il non fatto e il non detto, per gli errori commessi e dei quali non riusciamo a reggere il peso».